# Maladie hémolytique du muleton
La maladie hémolytique du muleton, dont le mécanisme a été identifié dans les années 1940 est une hémolyse due aux anticorps de la mère, contenus dans le lait, contre les globules rouges du petit. Ces anticorps sont donc des anti-isotypes (anticorps inter-espèces- anémie hémolytique du muleton), contrairement aux anti-allotype (inter-individus d'une même espèce) qui entraînent la maladie hémolytique du nouveau-né, dont la physiopathologie a été suspectée par Philip Levine en 1939, et prouvée avec la découverte du système Rhésus. La maladie hémolytique du muletion a alors été comprise. Mais contrairement à ce qui se passe chez l'homme, le foal ou le poulain n'est pas atteint in utero, les anticorps ne passant pas le placenta, mais l'est par le colostrum de sa mère dont les anticorps franchissent la barrière intestinale les premiers jours de vie. La prévention consiste à limiter l'allaitement des premiers jours et surtout des premières tétées, lorsque les anticorps anti-âne sont présents à un titre élevé chez la jument. Comme chez l'homme, le traitement de l'hémolyse déclarée consiste en une transfusion, avec, pour le muleton, un sang de cheval n'ayant pas d'anticorps anti-âne.